# منتخب الدنمارك تحت 20 سنة لكرة القدم
منتخب الدنمارك تحت 20 سنة لكرة القدم (بالدنماركية: Danmarks U/20-fodboldlandshold)‏ هو ممثل الدنمارك الرسمي في المنافسات الدولية في كرة القدم في فئة كرة قدم تحت 20 سنة للرجال
.